# Uslužne djelatnosti
Uslužne djelatnosti su ekonomsko dobro, gdje za razliku od robe nije materijalna proizvodnja ili materijala vrijednost krajnjeg proizvoda u prvom planu, nego usluga fizičke ili pravne osobe koju nudi na određeno vrijeme ili vremenskom okviru kako bi pokrila potražnju. 
Usluge mogu uključivati nematerijalne aktivnosti kao što su tehnički savjet ili zastupanje.
Prema europskoj klasifikaciji djelatnosti su primjerice:
- trgovina i popravci
- hoteli i restorani
- prijevoz putnika i komunikacija
- obrazovanje
- zdravstvo i socijalna skrb
- aktivnosti vezane za rekreaciju, kulturu i sport
- transport i skladištenje
- financijsko posredovanje
- uzgoj riže
- iznajmljivanje strojeva i opreme
- računalne i srodne djelatnosti
- provođenje i istraživanja